# حزب الأسرة الأسترالي
حزب الأسرة الأسترالي هو حزب سياسي مسجل في جنوب أستراليا. قدمت ستة مرشحين في انتخابات ولاية جنوب أستراليا 2022 التي عقدت في 19 مارس 2022. في أول ظهور لها في انتخابات الولاية، حصل على 0.28٪ من الأصوات. يعتبره معظم المحللين السياسيين حزبًا هامشيًا.

## التاريخ
أطلق عضو مجلس الشيوخ السابق عن حزب العائلة أولاً بوب داي حزب الأسرة الأسترالية في أكتوبر 2020. وقال إنه كان لمواجهة الخضر الأسترالي وخيبة أمل الأحزاب الرئيسية. قال إنه يستند إلى ستة مبادئ رئيسية:
- مرونة الأسرة.
- اقتصاديات الأسرة.
- تكنولوجيا الأسرة.
- حرية الكلام.
- حرية الاعتقاد.
- حرية العمل.

تم تسجيل الحزب من قبل اللجنة الانتخابية لجنوب أستراليا في 11 نوفمبر 2021.